# Richard S. Varga

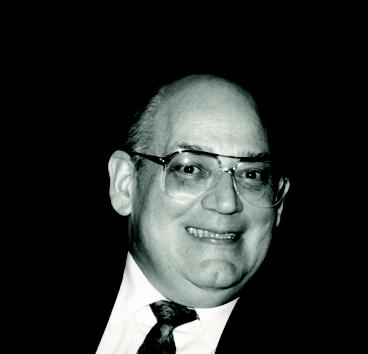
Richard S. Varga

Richard Steven Varga (* 9. Oktober 1928 in Cleveland, Ohio; † 25. Februar 2022) war ein US-amerikanischer Mathematiker, der sich mit numerischer Mathematik beschäftigte.

## Werdegang
Vargas Eltern stammten aus Ungarn. Er studierte Mathematik am Case Institute of Technology (Bachelor-Abschluss 1950) und an der Harvard University (A. M. 1951), wo er 1958 bei Joseph L. Walsh promoviert wurde (Properties of a special set of entire functions and their repsective partial sums). 1954 bis 1960 war er am Bettis Atomic Power Laboratory von Westinghouse in Pittsburgh an der Entwicklung von Kernreaktoren für die US Navy beteiligt. Ab 1960 war er Professor am Case Institute of Technology und ab 1970 an der Kent State University, wo er 1980 bis 1988 Direktor und 1988 bis 2006 Forschungsdirektor des Instituts für Numerische Mathematik war.
Vargas beschäftigte sich insbesondere mit numerischer linearer Algebra und Approximationstheorie. Er war unter anderem Gastprofessor an der TU München (1974), der Universität Karlsruhe (1988), der University of Hawaii, an der Colorado State University, in Harvard (1963), der University of Texas at Austin, an Universitäten in Chile, Saudi-Arabien und Australien sowie Gastwissenschaftler am Caltech. 1962 hielt er einen Vortrag auf dem Internationalen Mathematikerkongress in Stockholm (Higher order stable implicit methods for hyperbolic partial differential equations). Er war Fellow der American Mathematical Society.
Er war 1962 einer der Ersten, die Finite-Volumen-Verfahren einführten.
Zu seinen Doktoranden gehört Philippe Ciarlet.

## Auszeichnungen
- 1963: Guggenheim Fellow
- 1982: Humboldt-Forschungspreis
- 1991: Ehrendoktor der Universität Karlsruhe
- Ehrendoktor der Universität Lille
- 2005 Hans-Schneider-Preis in Linearer Algebra.

## Schriften
- Matrix Iterative Analysis. Prentice Hall, Englewood Cliffs NJ 1962.
- Topics in Polynomial and Rational Interpolation and Approximation (= Seminaire de Mathematiques Superieures. 81). Les Presses de l’Université de Montréal, Montréal 1982, ISBN 2-7606-0573-6.
- mit Albert Edrei, Edward B. Saff: Zeros of Sections of Power Series (= Lecture Notes in Mathematics. 1002). Springer, Berlin u. a. 1983, ISBN 3-540-12318-0.
- Geršgorin and his circles (= Springer Series in Computational Mathematics. 36). Springer, Berlin u. a. 2004, ISBN 3-540-21100-4.